# Lissonotus corallinus
Lissonotus corallinus es una especie de escarabajo longicornio del género Lissonotus, superfamilia Chrysomeloidea. Fue descrita científicamente por Dupont en 1836.
Se distribuye por Colombia, Panamá y Venezuela. Mide 11,6-19 milímetros de longitud. El período de vuelo ocurre en los meses de febrero, marzo y mayo.